# Al-Hawamidiyya
al-Hawamidiyya (arabisch الحوامدية, DMG al-Ḥawāmidiyya) ist eine Stadt im Nildelta von Ägyptens innerhalb des Gouvernement al-Dschiza mit ca. 150.000 Einwohnern. Die Stadt liegt im Süden des Gouvernements am Westufer des Nils.

## Klima
Laut der Klimaklassifikation nach Köppen und Geiger herrscht in al-Hawamidiyya ein heißes Wüstenklima (BWh). 

## Bevölkerungsentwicklung
| Zensusjahr | Einwohnerzahl |
| ---------- | ------------- |
| 1986       | 73.298        |
| 1996       | 91.770        |
| 2006       | 109.314       |
| 2017       | 149.567       |